# 新寧里駅
新寧里駅（シルリョンニえき、朝鮮語: 신령리역）は、朝鮮民主主義人民共和国の南浦特別市臥牛島区域の駅で、平南線に属する。 

## 隣の駅
平南線
徳洞駅 - 新寧里駅 - 東広梁駅
西海閘門線
西海閘門駅 - 新寧里駅